# Václav Jindřich Olomoucký

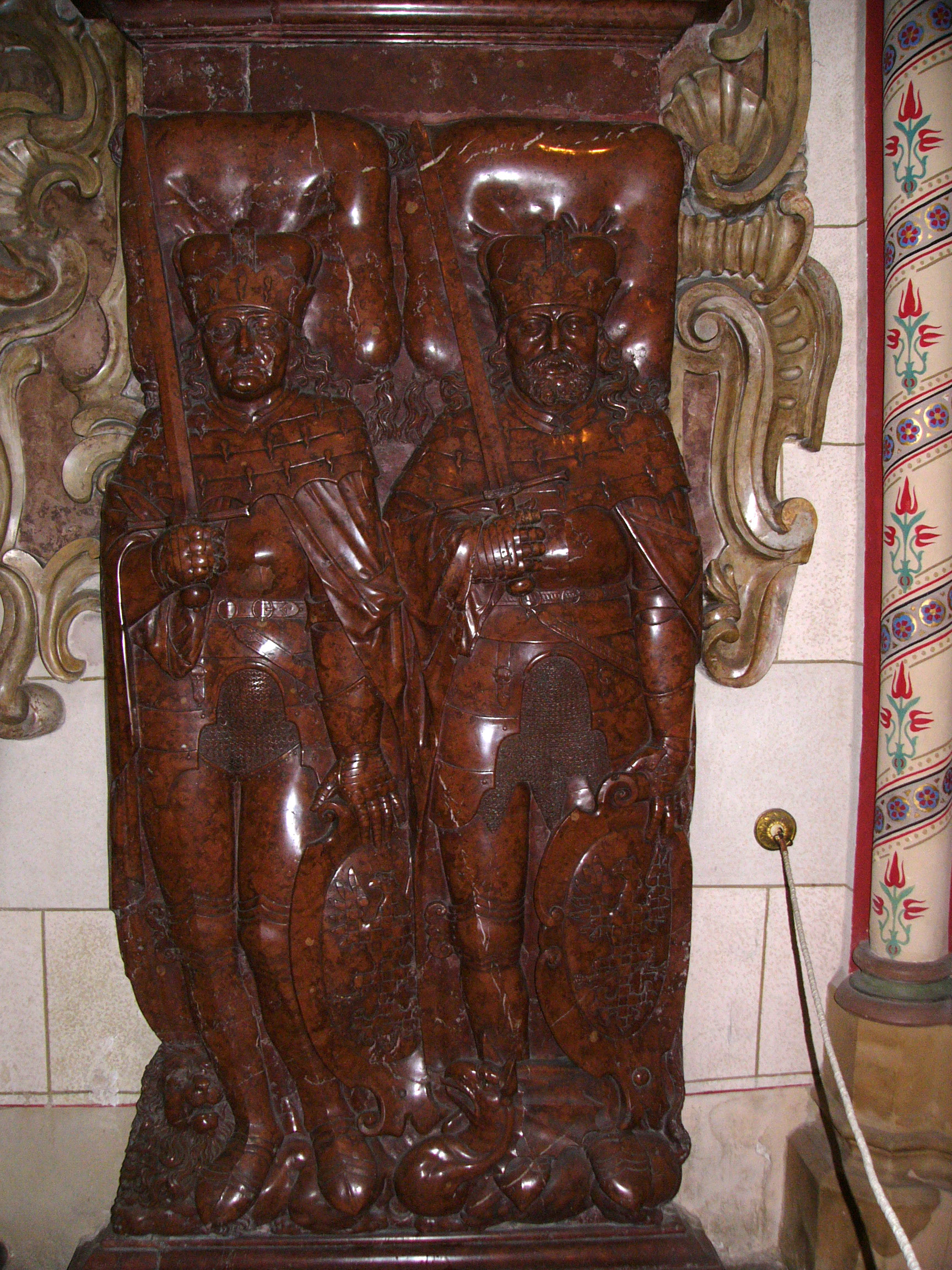
Barokní náhrobek Přemyslovců – Svatopluk Olomoucký a jeho syn Václav (podle pramenů z 18. st. však náhrobek znázorňuje Václava (myšleno asi Václava II.?) a jeho nedoloženého syna Břetislava) – v katedrále sv. Václava v Olomouci.

Václav Jindřich Olomoucký (asi 1107 – 1. března 1130) byl syn českého knížete Svatopluka a jeho blíže neznámé manželky, kníže olomouckého údělu v letech 1126–1130.
Olomouckým údělníkem se Václav stal po smrti svého strýce Oty II. Černého v bitvě u Chlumce. Co se ale týče Václavova života, prameny jsou dost skoupé. Když po čtyřech letech vlády na Olomoucku v roce 1130 Václav zemřel, území získal kníže Soběslav I. V roce 1130 tedy kníže držel nejen Čechy, ale také Znojemsko, Brněnsko a Olomoucko.